# Veom Group
 (février 2025).
L'article doit être relu — et modifié si nécessaire — par des contributeurs indépendants pour apporter un regard critique aux contributions effectuées en violation des conditions d'utilisation de Wikipédia, tant sur la forme (notamment concernant le style encyclopédique, la proportionnalité) que sur le fond (la neutralité de point de vue, la qualité et l'indépendance des sources).
VEOM Group (ex-Awox) est une entreprise française, basée à Montpellier et cofondée en 2003, par Alain Molinié et Éric Lavigne, spécialisée dans l’univers de la maison intelligente et des objets connectés (essentiellement l'éclairage) et acoustiques.
La division lighting d’AwoX est acquise, en septembre 2020, par Eglo leuchten Gmbh, devenu le principal distributeur de la marque. Le groupe devient Veom Group.
Veom Group regroupe les sociétés Cabasse, Chacon et DiO et recentre ses activités sur les secteurs de l'audio haute fidélité et de la domotique. 
À la fin de 2018, AwoX devient un groupe européen spécialisé dans les produits, services & technologies consacrés au Smart Home. Le groupe est présent sur les segments de l’éclairage connecté sous la marque AwoX, l’audio haute-fidélité sous la marque Cabasse, et la domotique (accessoires électriques, équipements vidéo/sécurité et produits pour le confort de la maison) sous les marques Chacon et DiO.

## Histoire
Après avoir revendu Smartcode Technologies à 3COM en 1999, Alain Molinié et Éric Lavigne, rejoints par Vincent Leclaire, cofondent en 2003 AwoX pour y concevoir des technologies et des accessoires permettant le partage de contenus multimédias entre appareils informatiques ou électroniques, s'appuyant sur le standard DLNA. En 2005, AwoX vend ses premières licences logicielles permettant de visualiser sur un téléviseur les contenus des ordinateurs en réseaux.
En 2008, AwoX commence la production des Liveradio pour Orange France Telecom. Connecté à la Livebox en Wi-Fi, cet appareil lit en streaming plus de 40 000 radios et podcasts,. En 2009, AwoX lance la CanalPlay Box, commercialisée par Canal+. Cet appareil connecté à Internet en Wi-Fi est le premier du genre à permettre l’achat de films à la demande et leur téléchargement progressif sans passer par un ordinateur, le fichier restant protégé par le protocole Microsoft Windows Media DRM,.
En 2010, AwoX participe à la création de la première SmartTV, ou télévision connectée, européenne: la MyWishTV de Thomson, capable de lire les médias situés sur un PC, mais aussi des vidéos du portail CanalPlay,.
En 2012, l'entreprise annonce avoir vendu, depuis sa création, plus de 60 millions de licences logicielles pour les téléviseurs, tablettes, smartphones, PC, décodeurs et passerelles. AwoX commence en janvier 2013 la commercialisation de trois accessoires de streaming audio, vidéo et lumière à destination du grand public sous sa propre marque AwoX Striim: le StriimLink, le StriimStick et le StriimLight.
Depuis le printemps 2013, AwoX commercialise également des objets connectés à destination du grand public sous la marque déposée AwoX Striim,. L'entreprise a été introduite le 26 mars 2014 en Bourse en vue de l'admission aux négociations de ses actions sur le marché réglementé d'Euronext à Paris, compartiment C.
Première société sur les objets connectés cotée en Bourse en Europe, AwoX a fait l’acquisition de la société Cabasse en 2014, une entreprise française fondée en 1950 et spécialisée dans l'acoustique haut-de-gamme, les enceintes Haute-Fidélité, les solutions intégrées pour la maison et les enceintes haute-fidélité connectées. AwoX et Cabasse ont ainsi donné naissance à un acteur majeur du streaming audio haute-résolution consacré à l’univers du Smart Home.
AwoX continue sa politique d’acquisition en rachetant le groupe belge Chacon – DiO fin 2018, le spécialiste belge des accessoires électriques et de la domotique, ce qui va plus que doubler le chiffre d’affaires,
À l'issue de l'exercice 2018, le Groupe AwoX enregistre un chiffre d'affaires consolidé de 18,8 M€.
L'activité AwoX Home a enregistré une croissance soutenue de +41% sur l'exercice, avec 1,036 million d'ampoules connectées et de modules ou solutions de lighting connecté vendus (+70% en volumes). Ce dynamisme témoigne l'efficacité du modèle de distribution indirecte et de partenariats de marque (Eglo, Deutsche Telekom, Orange, Schneider Electric...).
En 2019, Orange choisit AwoX pour déployer ses ampoules connectées DECT ULE (DECT Ultra Low Energy) dans le cadre de son nouveau service « Maison Connectée ».
En réponse aux enjeux volumiques et de compétitivité, la division lighting d’AwoX est acquise, en septembre 2020, par Eglo leuchten Gmbh, leader européen des luminaires, devenu le principal distributeur de la marque.

## Principaux actionnaires
Au 17 décembre 2019:
| Alain Molinié                          | 12,3% |
| Talence Gestion                        | 3,88% |
| Isatis Capital                         | 2,74% |
| Ostrum Asset Management                | 1,25% |
| Richelieu Gestion                      | 0,97% |
| La Mondiale SAM (Investment Portfolio) | 0,89% |
| DNCA Finance                           | 0,77% |
| Skylar France                          | 0,68% |
| Amplegest                              | 0,53% |
| Meeschaert Asset Management            | 0,40% |

## Produits

### Technologies de Streaming
L'entreprise conçoit des kits de développement pour des opérateurs, des constructeurs d'électroniques et des distributeurs souhaitant intégrer à leurs services ou à leurs produits des solutions de connexion et de partage de contenus multimédias sur plusieurs appareils : TV, PC, tablettes ou smartphones. Ces solutions SDK (Software Development Kit ou devkit) respectent les normes d'interopérabilité imposées par le consortium DLNA.

### Ampoules hybrides et intelligentes, accessoires pour maison connectée
Depuis 2013, l'entreprise commercialise sous sa propre marque, AwoX, une large gamme d'objets connectés consacrés à la maison intelligente notamment les ampoules connectées. 
Parmi ses débuts dans la commercialisation de ses produits, AwoX sort la StriimLIGHT, qui est une ampoule LED musicale. Contrairement à certains concurrents, la diffusion de flux musicaux ne nécessite pas l'installation d'une base et le branchement du smartphone ou du lecteur MP3 ; la connexion à la StriimLIGHT s'effectue en Bluetooth sans passerelle. De même, la lecture de la musique et le contrôle de l'éclairage LED peuvent se faire à distance, par le biais d'une application mobile ou d'une télécommande fournies par le constructeur.
Avec plus de 2 millions d’ampoules et de systèmes d’éclairage connectés vendus depuis 2014, AwoX représente l’un des plus importants parcs de produits d’éclairage connecté déjà installé en Europe. Avec plus de 50 références produits, AwoX et ses ampoules représentent 35 % du marché du « Smart Lighting » en France en 2015.